# Batman: Arkham City (historieta)
Batman: Arkham City (a veces llamada Batman: Ciudad de Arkham) es una miniserie de historietas de DC Comics protagonizadas por los personajes de ficción Batman y el Joker/Guasón, basadas en el videojuego homónimo fue escrita por Paul Dini y dibujada por Carlos D' Anda. Esta serie es sólo de cinco números, los cuales sólo estuvieron disponibles por poco tiempo.

## Argumento
Todo comienza cuando Batman captura al Joker y lo lleva al Asilo Arkham donde se han trasladado temporalmente prisioneros de la prisión Blackgate, el Caballero Oscuro logra ponerle fin a esa situación. Sin embargo, el payaso del crimen logra obtener una muestra de Títan que usa en sí mismo para transformarse en un monstruo aunque Batman se las ingenia para derrotarlo.
Mientras tanto, el administrador del Manicomio, Quincy Sharp, toma el crédito para traer sus cargos bajo control esa misma noche, utilizando este pretexto falso con éxito convertirse en el alcalde de la Ciudad de Gotham. Sus intentos de hacer gestos públicos elaborados y construir una nueva ciudad en su cargo, posteriormente está seindo dirigido un grupo terrorista llamado T and T, los cuales son adictos al Titán. En su subsiguientes Spree de 
Batman desconfía del nuevo alcalde y este último está obsesionado con que el primero es una amenaza estando a punto de declararlo enemigo público, el alcalde revela que quiere dividir Gotham en dos partes una para los ciudadanos y otra para los criminales y pacientes de Arkham, a este proyecto se le dio el nombre de Arkham City. El concepto era que una vez que los prisioneros y pacientes estuvieran adentro de esta área se cerraran las puertas para siempre. Luego se hacen arreglos para que sus respectivos internos se muevan a una nueva ubicación. Esto fue considerado por Sharp como una solución. 
Batman, dándose cuenta de que terrible «solución» de la Alcaldía a la creciente tasa de delincuencia encenderá el fusible a un barril de pólvora, se infiltra a la ciudad donde Dos Caras, el Pingüino y el Joker han hecho de las suyas, sin embargo se da cuenta de varias cosas Hugo Strange se encuentra a cargo de la ciudad, el Joker tiene una enfermedad degenerativa que lo matará en poco tiempo, que Matones de alcalde Sharp consiguen redondeando hasta el último ciudadano restante con incluso un antecedentes penales menores, junto con numerosos prisioneros «políticos» que saber demasiado sobre el misterioso extraño profesor. Las puertas swing encerradas en Arkham City por última vez, atrapando a cientos de inocentes dentro con la peor freaks, gánsteres y locos del mundo. Hugo Strange se anuncia abiertamente como la autoridad absoluta a cargo del proyecto, y los intentos de Bruce Wayne esto descarrilar al exponer algunos de pasado poco éticas de los médicos son poco éxito. 
Extraño surge como el antagonista clave detrás de las escenas: actualmente ejerce el poder absoluto en la política local y el mundo criminal. Incluso los villanos más poderosos ahora deben someterse a su autoridad o forjar una alianza incómoda, y las tropas de Tyger despiadadas están preparadas para lidiar rápidamente con aquellos que se niegan. Todos, amigos y enemigos, ha convertido en un peón para moverse el tablero de ajedrez, y las estacas para que Hugo es jugar no podrían ser mayores. Armados con el conocimiento deducido de la identidad secreta de Batman como Bruce Wayne, pretende todo lo que su oponente aprovechar, aplastar su espíritu y tomar su lugar como una leyenda, logrando para sí mismo trenzada de la inmortalidad.